# José Maria Florêncio
José Maria Florêncio Júnior (Fortaleza, 2 de junho de 1962) é um maestro e compositor brasileiro, graduado na Universidade Federal de Minas Gerais, em Belo Horizonte. Participou da Orquestra Sinfônica de Minas Gerais e da Orquestra Sinfônica da Bahia.

## Biografia
A partir de 1985 mudou-se para a Polônia, para a cidade de Poznan. Foi, entre outras coisas, o maestro do Teatro Bolshoi em Lodz, diretor musical da Ópera de Wroclaw, ocupou o cargo de diretor artístico da Orquestra e do Coro PRiTV em Cracóvia, diretor Musical do Teatro bolshoi, diretor geral e artístico da Filarmônica de Poznan e permanente maestro no Grande Teatro – Ópera Nacional, em Varsóvia. 
Atuou junto com grandes nomes, como: Eva Podleś, José Curą, André Dobberem, Olga Hiver e Małgorzatą Валевской e instrumentalistami, por exemplo, Julian Rachlin, Dimitr Sitkovesky, António Menezes, Ivan Monighetti, Đặng Thái Sơn, Nelson Goerner, Garrick Ohlsson e Constantino André Bola.
De 2008 a 2011, foi vice-diretor de arte da Báltico Ópera e o condutor de folha de rosto de uma das mais importantes instituições de arte do continente sul-americano - Orquestra Sinfônica no Teatro Municipal de São Paulo.
Como diretor musical e maestro realizou a última estreia na Ópera de Segurança - "Don Giovanni" e "o Casamento de Fígaro" de Mozart, "Eugene Onegin" de Tchaikovsky, os dois preparados para o festival internacional sob a égide da Mezzo TV, a produção de "Estupro de Lucrécia" de Britten e "Ariadne em Naxos" Strauss e "Salomé" de Strauss.

## Distinções
- Em 2010 foi o vencedor do Prêmio do Presidente da Cidade de Gdansk, na Área da Cultura[5]
- Em 1997, recebeu o Troféu Sereia de Ouro do Grupo Edson Queiroz, entregue pelo Sistema Verdes Mares.[6]